# Delia interflua
Delia interflua är en tvåvingeart som först beskrevs av Pandelle 1900.  Delia interflua ingår i släktet Delia och familjen blomsterflugor. Arten är reproducerande i Sverige. Inga underarter finns listade i Catalogue of Life.